# MP–1 Spectator
Az MP–1 Spectator ukrán pilóta nélküli repülőgépes felderítő rendszer, melyet a kijevi Szikorszkij Műszaki Egyetem diákjai fejlesztettek ki és a Meridian cég gyártja. A rendszer földi állomása egyszerre három repülőgépet képes irányítani. Az első rendszert 2016-ban adták át. 2019-ben rendszeresítették az Ukrán Fegyveres Erőknél.  A hadsereg mellett az ukrán határőrség is használja.

## Története
2014 elején hozta létre a kijevi Szikorszkij Műszaki Egyetem néhány végzős diákja a Politeki Aero céget egy kisméretű felderítő pilóta nélküli repülőgép kifejlesztése céljából. A projektet az Ukrán Tudományos-technikai Fejlesztési Alap szponzorálta. Az első kísérleti rendszert 2014. október 29-én adták át tesztelésre. 2016 elején jelentette be az Ukroboronprom állami hadiipari holding, hogy elindítják a sorozatgyártását és rendszeresítik.
2016-ban 11 rendszer készült el 33 repülőgéppel. 2017-től tervezik a tényleges sorozatgyártást, évi kb. 100 rendszerrel.
Az Ukrán Fegyveres Erők néhány rendszert vett át, melyeket tesztüzemben használ.
Az ukrán határőrség 2017 elejéig hat rendszert vett át 18 repülőgéppel, amelyeket a Donecki területi határőr igazgatóság kapott. Ezeket a határ légi ellenőrzésére használják.